# Bootstrapping (electrònica)
El bootstrapping és una tècnica en el camp de l'electrònica on part de la sortida d'un sistema s'utilitza a l'inici.
Un circuit d'arrencada és aquell on part de la sortida d'una etapa d'amplificador s'aplica a l'entrada, per tal d'alterar la impedància d'entrada de l'amplificador. Quan s'aplica deliberadament, la intenció sol ser augmentar en lloc de disminuir la impedància.
En el domini dels circuits MOSFET, l'arrencada s'utilitza habitualment per significar tirar cap amunt el punt de funcionament d'un transistor per sobre del carril d'alimentació. El mateix terme s'ha utilitzat de manera una mica més general per alterar dinàmicament el punt de funcionament d'un amplificador operacional (desplaçant tant el seu carril d'alimentació positiva com negativa) per tal d'augmentar la seva oscil·lació de tensió de sortida (respecte a terra). En el sentit utilitzat en aquest paràgraf, arrencar un amplificador operacional significa "utilitzar un senyal per conduir el punt de referència de les fonts d'alimentació de l'amplificador operatiu". Un ús més sofisticat d'aquesta tècnica d'arrencada de carril és alterar la característica C/V no lineal de les entrades d'un amplificador operatiu JFET per tal de disminuir la seva distorsió.

## Impedància d'entrada

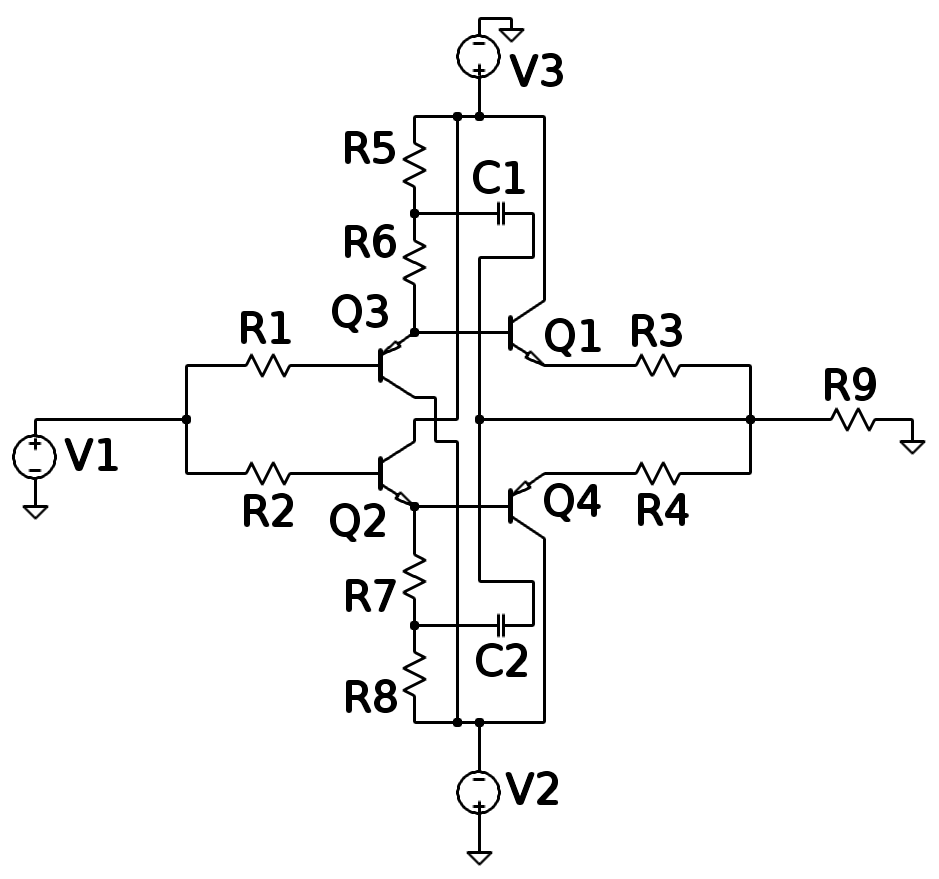
Condensadors d'arrencada C1 i C2 en un circuit seguidor d'emissors BJT

En els dissenys de circuits analògics, un circuit d'arrencada és una disposició de components destinats deliberadament a alterar la impedància d'entrada d'un circuit. Normalment es pretén augmentar la impedància, utilitzant una petita quantitat de retroalimentació positiva, generalment en dues etapes. Això era sovint necessari en els primers dies dels transistors bipolars, que inherentment tenen una impedància d'entrada força baixa. Com que la retroalimentació és positiva, aquests circuits poden patir una mala estabilitat i un rendiment de soroll en comparació amb els que no arrenquen.
La retroalimentació negativa es pot utilitzar alternativament per iniciar una impedància d'entrada, fent que la impedància aparent es redueixi. Tanmateix, això poques vegades es fa deliberadament i normalment és un resultat no desitjat d'un disseny de circuit particular. Un exemple conegut d'això és l'efecte Miller, en el qual una capacitat de retroalimentació inevitable sembla augmentada (és a dir, la seva impedància sembla reduïda) per retroalimentació negativa. Un cas popular on això es fa deliberadament és la tècnica de compensació de Miller per proporcionar un pol de baixa freqüència dins d'un circuit integrat. Per minimitzar la mida del condensador necessari, es col·loca entre l'entrada i una sortida que oscil·la en la direcció oposada. Aquest bootstrapping fa que actuï com un condensador més gran a terra.

## Control de transistors MOS
Un N-MOSFET/IGBT necessita una càrrega significativament positiva (VGS >Vth) aplicada a la porta per encendre. Utilitzar només dispositius MOSFET/IGBT de canal N és un mètode comú de reducció de costos a causa principalment de la reducció de la mida del dau (circuit integrat) (també hi ha altres avantatges). Tanmateix, l'ús de dispositius nMOS en lloc de dispositius pMOS significa que es necessita una tensió superior a la font d'alimentació (V+) per tal de polaritzar el transistor en funcionament lineal (limitació de corrent mínima) i així evitar una pèrdua de calor important.
Un condensador d'arrencada està connectat des del carril d'alimentació (V+) a la tensió de sortida. En general, el terminal font de l'N-MOSFET està connectat al càtode d'un díode de recirculació que permet una gestió eficient de l'energia emmagatzemada a la càrrega típicament inductiva (vegeu díode Flyback). A causa de les característiques d'emmagatzematge de càrrega d'un condensador, la tensió d'arrencada augmentarà per sobre de (V+) proporcionant la tensió d'accionament de la porta necessària.
Sovint s'utilitza un circuit d'arrencada a cada mig pont d'un pont H tot N-MOSFET. Quan l'N-FET de la part baixa està activat, el corrent del carril d'alimentació (V+) flueix a través del díode d'arrencada i carrega el condensador d'arrencada a través d'aquest N-FET de la part baixa. Quan s'apaga l'N-FET de la part baixa, la part baixa del condensador d'arrencada roman connectada a la font de l'N-FET de la part alta i el condensador descarrega part de la seva energia conduint la porta de l'N-FET de la part alta a una tensió prou per sobre de V+ per activar completament l'N-FET de la part alta; mentre que el díode d'arrencada bloqueja la tensió superior a V+ perquè torni a filtrar-se al carril d'alimentació V+.
Un MOSFET/IGBT és un dispositiu controlat per tensió que, en teoria, no tindrà cap corrent de porta. Això fa possible utilitzar la càrrega dins del condensador amb finalitats de control. Tanmateix, finalment el condensador perdrà la seva càrrega a causa del corrent de la porta paràsit i de la resistència interna no ideal (és a dir, finita), de manera que aquest esquema només s'utilitza quan hi ha un pols constant present. Això es deu al fet que l'acció de pols permet que el condensador es descarregui (almenys parcialment si no completament). La majoria dels esquemes de control que utilitzen un condensador d'arrencada obliguen a apagar el controlador del costat alt (N-MOSFET) durant un temps mínim per permetre que el condensador es torni a omplir. Això vol dir que el cicle de treball sempre haurà de ser inferior al 100% per adaptar-se a la descàrrega parasitària tret que la fuita s'ajusti d'una altra manera.